# Merval

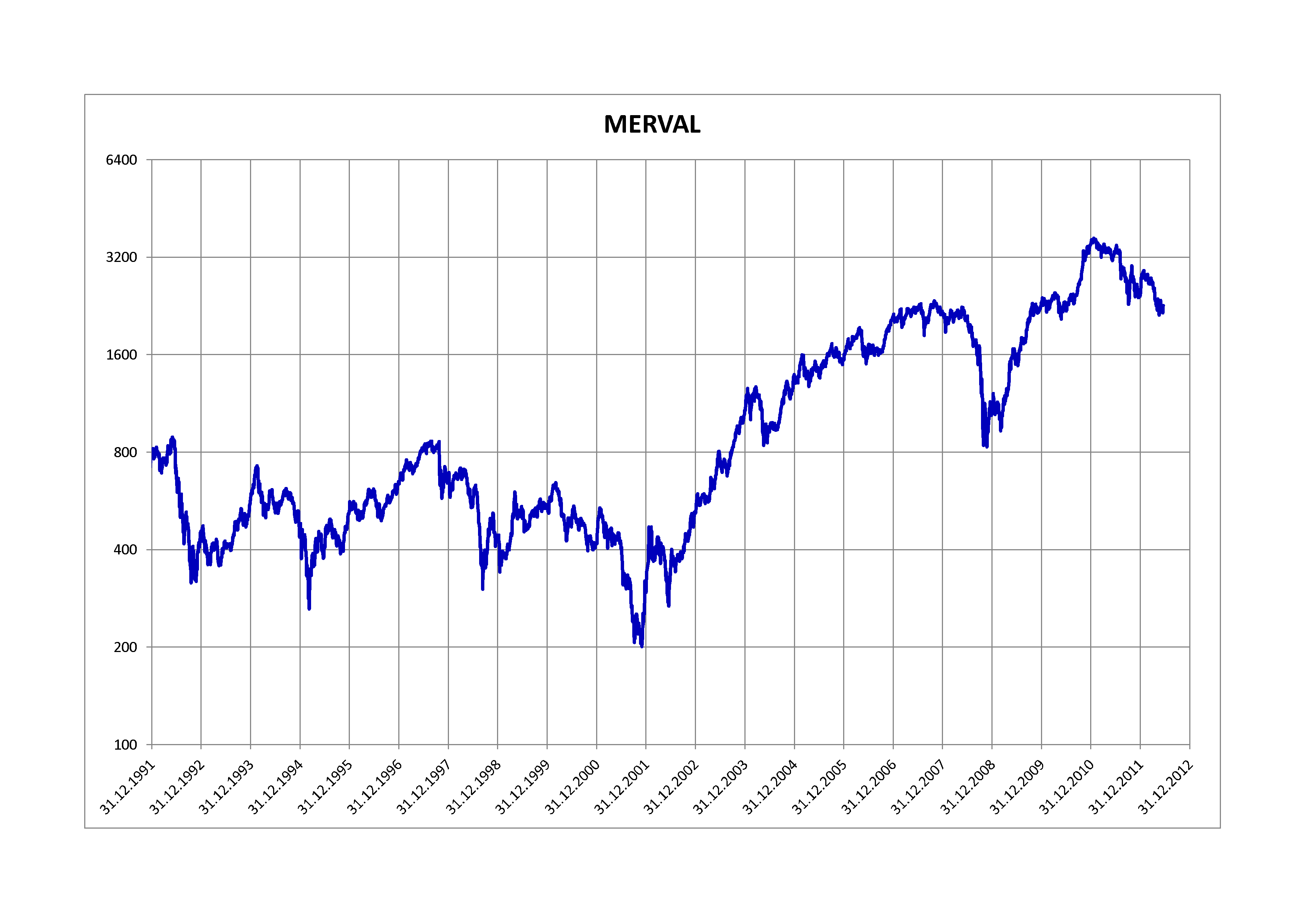
Merval 1991-2012

O Merval é o principal índice de bolsa de valores da Argentina e a 3ª mais importante da América Latina atrás apenas da B3 em São Paulo e da Bolsa de Valores Mexicana na Cidade do México. Representa as ações mais negociadas do mercado argentino. Foi fundada em 1929 na capital Buenos Aires. Durante 2013, o Merval foi o segundo mercado de ações entre os mais rentáveis do mundo. O índice da Bolsa de Valores subiu 84,97% em 2013.

## Constituintes
Composição do índice Merval correspondente até 2014:
| Símbolo | Companha                     | Setor            | Peso do índice em % |
| ------- | ---------------------------- | ---------------- | ------------------- |
| ALUA    | Aluar                        | Aluminio         | 2,904%              |
| APBR    | Petróleo Brasileiro          | Petróleo         | 7,073%              |
| BMA     | Banco Macro                  | Bancos           | 4,755%              |
| COME    | Sociedad Comercial del Plata | Conglomerado     | 4,031%              |
| EDN     | Edenor                       | Energia          | 7,76%               |
| ERAR    | Siderar                      | Siderúrgica      | 7,456%              |
| FRAN    | BBVA Banco Francés           | Bancos           | 3,847%              |
| GGAL    | Grupo Financiero Galicia     | Financeiros      | 15,946%             |
| INDU    | Solvay Indupa                | Química          | 2,32%               |
| PAMP    | Pampa Energía                | Energia          | 7,903%              |
| PESA    | Petrobras Energía            | Petróleo         | 4,397%              |
| TECO2   | Telecom Argentina            | Telecomunicações | 6,044%              |
| TS      | Tenaris                      | Metalurgia       | 11,902%             |
| YPFD    | YPF                          | Petróleo         | 13,264%             |